# 北海道道1065號夕張厚真線
北海道道1065號夕張厚真線（日语：北海道道1065号夕張厚真線），是一條連接北海道夕張市瀧上與勇拂郡厚真町富里的一般道道。此路線還含有從夕張市瀧上至厚真町高丘、約12.2公里長的預定路段，但後來計畫宣告中止。

## 路線概要
- 起點：北海道夕張市瀧上（＝國道274号交點）
- 終點：北海道勇拂郡厚真町富里（＝北海道道235號上幌内早來停車場線交點）
- 總長：9.8 km

## 通過的自治體
- 空知綜合振興局
  - 夕張市
  - 夕張郡由仁町
- 擔振綜合振興局
  - 勇拂郡厚真町

## 主要接續道路
- 夕張市
  - 國道274號
- 厚真町
  - 北海道道235號上幌内早來停車場線
  - 北海道道933號北進平取線

## 沿革
- 1985年9月30日 - 路線認定。